# Grammy Awards 1986
Die 28. Verleihung des Grammy für die besten Leistungen auf musikalischem Gebiet fand am 25. Februar 1986 statt.
Die Grammy Awards 1986 wurden 71-mal vergeben, verteilt auf 22 Felder. Drei Grammys gab es ehrenhalber für das Lebenswerk.

## Hauptkategorien
Single des Jahres (Record of the Year):
- We Are the World von USA for Africa

Album des Jahres (Album of the Year):
- No Jacket Required von Phil Collins

Song des Jahres (Song of the Year):
- We Are the World von USA for Africa (Autoren: Lionel Richie, Michael Jackson)

Bester neuer Künstler (Best New Artist):
- Sade

## Pop
Beste weibliche Gesangsdarbietung – Pop (Best Pop Vocal Performance, Female):
- Saving All My Love for You von Whitney Houston

Beste männliche Gesangsdarbietung – Pop (Best Pop Vocal Performance, Male):
- No Jacket Required von Phil Collins

Beste Darbietung eines Duos oder einer Gruppe mit Gesang – Pop (Best Pop Performance By A Duo Or Group With Vocals):
- We Are the World von USA for Africa

Beste Instrumentaldarbietung – Pop (Best Pop Instrumental Performance):
- Miami Vice Theme von Jan Hammer

## Rock
Beste weibliche Gesangsdarbietung – Rock (Best Rock Vocal Performance, Female):
- One of the Living von Tina Turner

Beste männliche Gesangsdarbietung – Rock (Best Rock Vocal Performance, Male):
- The Boys of Summer von Don Henley

Beste Darbietung eines Duos oder einer Gruppe mit Gesang – Rock (Best Rock Performance By A Duo Or Group With Vocals):
- Money for Nothing von den Dire Straits

Beste Darbietung eines Rockinstrumentals (Best Rock Instrumental Performance):
- Escape von Jeff Beck

## Rhythm & Blues
Beste weibliche Gesangsdarbietung – R&B (Best R&B Vocal Performance, Female):
- Freeway of Love von Aretha Franklin

Beste männliche Gesangsdarbietung – R&B (Best R&B Vocal Performance, Male):
- In Square Circle von Stevie Wonder

Beste Darbietung eines Duos oder einer Gruppe mit Gesang – Pop (Best R&B Performance By A Duo Or Group With Vocals):
- Nightshift von den Commodores

Beste Instrumentaldarbietung – R&B (Best R&B Instrumental Performance, Orchestra, Group Or Soloist):
- Musician von Ernie Watts

Bester R&B-Song (Best R&B Song):
- Freeway of Love von Aretha Franklin (Autoren: Jeffrey Cohen, Narada Michael Walden)

## Country
Beste weibliche Gesangsdarbietung – Country (Best Country Vocal Performance, Female):
- I Don’t Know Why You Don’t Want Me von Rosanne Cash

Beste männliche Gesangsdarbietung – Country (Best Country Vocal Performance, Male):
- Lost in the Fifties Tonight (In the Still of the Night) von Ronnie Milsap

Beste Countrydarbietung eines Duos oder einer Gruppe mit Gesang (Best Country Performance By A Duo Or Group With Vocal):
- Why Not Me von den Judds

Bestes Darbietung eines Countryinstrumentals (Orchester, Gruppe oder Solist) (Best Country Instrumental Performance – Orchestra, Group Or Soloist):
- Cosmic Square Dance von Chet Atkins & Mark Knopfler

Bester Countrysong (Best Country Song):
- Highwayman von Johnny Cash, Waylon Jennings, Kris Kristofferson & Willie Nelson (Autor: Jimmy L. Webb)

## Jazz
Beste Jazz-Gesangsdarbietung, weiblich (Best Jazz Vocal Performance, Female):
- Cleo at Carnegie – The 10th Anniversary Concert von Cleo Laine

Beste Jazz-Gesangsdarbietung, männlich (Best Jazz Vocal Performance, Male):
- Another Night in Tunisia von Bobby McFerrin & Jon Hendricks

Beste Jazz-Gesangsdarbietung, Duo oder Gruppe (Best Jazz Vocal Performance, Duo Or Group):
- Vocalese von Manhattan Transfer

Beste Jazz-Instrumentaldarbietung, Solist (Best Jazz Instrumental Performance, Soloist):
- Black Codes from the Underground von Wynton Marsalis

Beste Jazz-Instrumentaldarbietung, Gruppe (Best Jazz Instrumental Performance, Group):
- Black Codes from the Underground von der Wynton Marsalis Group

Beste Jazz-Instrumentaldarbietung, Big Band (Best Jazz Instrumental Performance, Big Band):
- The Cotton Club – Original Motion Picture Soundtrack von Bob Wilber & John Barry

Beste Jazz-Fusion-Darbietung, Gesang oder instrumental (Best Jazz Fusion Performance, Vocal Or Instrumental):
- Straight to the Heart von David Sanborn

## Gospel
Beste weibliche Gospel-Darbietung (Best Gospel Performance, Female):
- Unguarded von Amy Grant

Beste männliche Gospel-Darbietung (Best Gospel Performance, Male):
- How Excellent Is Thy Name von Larnelle Harris

Beste Gospel-Darbietung eines Duos, einer Gruppe oder eines Chors (Best Gospel Performance By A Duo Or Group, Choir Or Chorus):
- I’ve Just Seen Jesus von Larnelle Harris & Sandi Patti

Beste weibliche Soul-Gospel-Darbietung (Best Soul Gospel Performance, Female):
- Martin von Shirley Caesar

Beste männliche Soul-Gospel-Darbietung (Best Soul Gospel Performance, Male):
- Bring Back the Days of Yea and Nay von Marvin Winans

Beste Soul-Gospel-Darbietung eines Duos, einer Gruppe oder eines Chors (Best Soul Gospel Performance By A Duo Or Group, Choir Or Chorus):
- Tomorrow von den Winans

Beste Inspirational-Darbietung (Best Inspirational Performance):
- Come Sunday von Jennifer Holliday

## Latin
Beste Latin-Pop-Darbietung (Best Latin Pop Performance):
- Es facil amar von Lani Hall

Beste Tropical-Latin-Darbietung (Best Tropical Latin Performance):
- Solito von Eddie Palmieri
- Mambo diablo von Tito Puente & His Latin Ensemble

Beste Mexican-American-Darbietung (Best Mexican-American Performance)
- Simplemente mujer von Vikki Carr

## Blues
Beste traditionelle Blues-Aufnahme (Best Traditional Blues Recording):
- My Guitar Sings the Blues von B. B. King

## Folk
Beste Ethnofolk- oder traditionelle Folk-Aufnahme (Best Ethnic Or Traditional Folk Recording):
- My Toot Toot von Rockin’ Sidney

## Reggae
Beste Reggae-Aufnahme (Best Reggae Recording):
- Cliff Hanger von Jimmy Cliff

## Polka
Beste Polka-Aufnahme (Best Polka Recording):
- 70 Years of Hits von Frank Yankovic

## Für Kinder
Beste Aufnahme für Kinder (Best Recording For Children):
- Follow That Bird – Original Motion Picture Soundtrack von den Sesamstraßendarstellern (Produzenten: Jim Henson, Steve Buckingham)

## Sprache
Beste gesprochene oder Nicht-Musik-Aufnahme (Best Spoken Word Or Non-Musical Recording):
- Ma Rainey’s Black Bottom von der Broadway-Originalbesetzung (Produzent: Mike Berniker)

## Comedy
Beste Comedy-Aufnahme (Best Comedy Recording):
- Whoopi Goldberg (Original Broadway Show Recording) von Whoopi Goldberg

## Musical Show
Bestes Cast-Show-Album (Best Cast Show Album):
- West Side Story von José Carreras und Kiri Te Kanawa (Produzent: John Mcclure)

## Komposition / Arrangement
Beste Instrumentalkomposition (Best Instrumental Composition):
- Miami Vice Theme von Jan Hammer

Bestes Album mit Originalmusik geschrieben für einen Film oder ein Fernsehspecial (Best Album Of Original Score Written For A Motion Picture Or A Television Special):
- Beverly Hills Cop von verschiedenen Interpreten (Komponisten: Marc Benno, Harold Faltermeyer, Keith Forsey, Micki Free, Jon Gilutin, Hawk, Howard Hewett, Bunny Hull, Howie Rice, Sharon Robinson, Dan Sembello, Sue Sheridan, Richard C. Theisen II, Allee Willis)

Bestes Instrumentalarrangement (Best Arrangement On An Instrumental):
- Early A. M. Attitude (Arrangeure: Dave Grusin, Lee Ritenour)

Bestes Instrumentalarrangement mit Gesangsbegleitung (Best Instrumental Arrangement Accompanying Vocals):
- Lush Life von Linda Ronstadt (Arrangeur: Nelson Riddle)

Bestes Gesangsarrangement für zwei oder mehr Stimmen (Best Vocal Arrangement For Two Or More Voices):
- Another Night In Tunisia von Manhattan Transfer (Arrangeure: Bobby McFerrin, Cheryl Bentyne)

## Packages und Album-Begleittexte
Bestes Album-Paket (Best Album Package):
- Lush Life von Linda Ronstadt (Künstlerische Leitung: John Kosh, Ron Larson)

Bester Album-Begleittext (Best Album Notes):
- Sam Cooke Live at the Harlem Square von Sam Cooke (Verfasser: Peter Guralnick)

## Historische Aufnahmen
Bestes historisches Album (Best Historical Album):
- RCA/Met – 100 Singers – 100 Years von verschiedenen Interpreten (Produzent: John Pfeiffer)

## Produktion und Technik
Beste technische Aufnahme, ohne klassische Musik (Best Engineered Recording, Non-Classical):
- Brothers in Arms von den Dire Straits (Technik: Neil Dorfsman)

Beste technische Klassikaufnahme (Best Engineered Recording, Classical):
- Berlioz: Requiem vom Atlanta Symphony Orchestra und Chor unter der Leitung von Robert Shaw (Technik: Jack Renner)

Produzent des Jahres (ohne Klassik) (Producer Of The Year, Non-Classical):
- Hugh Padgham und Phil Collins

Klassik-Produzent des Jahres (Classical Producer Of The Year):
- Robert Woods

## Klassische Musik
Bestes Klassik-Album (Best Classical Album):
- Berlioz: Requiem von John Aler und das Atlanta Symphony Orchestra und Chor unter Leitung von Robert Shaw

Beste klassische Orchesteraufnahme (Best Classical Orchestral Recording):
- Fauré: Pelléas et Mélisande des Atlanta Symphony Orchestra unter Leitung von Robert Shaw

Beste Opernaufnahme (Best Opera Recording):
- Schönberg: Moses und Aron von Philip Langridge, Franz Mazura und dem Chicago Symphony Orchestra und Chor unter Leitung von Georg Solti

Beste Chor-Darbietung (ohne Oper) (Best Choral Performance other than opera):
- Berlioz: Requiem vom Atlanta Symphony Orchestra und Chor unter Leitung von Robert Shaw

Beste Soloinstrument-Darbietung mit Orchester (Best Classical Performance – Instrumental Soloist or Soloists with Orchestra):
- Elgar: Cellokonzert Op. 85 / Walton: Konzert für Cello und Orchester von Yo-Yo Ma und dem London Symphony Orchestra unter Leitung von André Previn

Beste Soloinstrument-Darbietung ohne Orchester (Best Classical Performance – Instrumental Soloist or Soloists without Orchestra):
- Ravel: Gaspard de la nuit; Pavane pour une infante défunte; Valses nobles et sentimentales von Vladimir Ashkenazy

Beste Kammermusik-Darbietung (Best Chamber Music Performance):
- Brahms: Cello- und Klaviersonaten in E-Moll und F von Emanuel Ax & Yo-Yo Ma

Beste klassische Solo-Gesangsdarbietung (Best Classical Vocal Soloist Performance):
- Berlioz: Requiem von John Aler und das Atlanta Symphony Orchestra und Chor unter Leitung von Robert Shaw

Beste zeitgenössische klassische Komposition (Best Classical Contemporary Composition):
- Requiem von Sarah Brightman & Plácido Domingo (Komponist: Andrew Lloyd Webber)

Bester neuer Klassikkünstler (Best New Classical Artist):
- Chicago Pro Musica

## Musikvideo
Bestes Musik-Kurzvideo (Best Music Video, Short Form):
- We are the World – The Video Event von USA for Africa

Bestes Musik-Langvideo (Best Music Video, Long Form):
- Huey Lewis & The News – The Heart of Rock ’n’ Roll von Huey Lewis & the News

## Special Merit Awards

### Grammy Lifetime Achievement Award
- Benny Goodman
- The Rolling Stones
- Andrés Segovia

Trustees Award
- George Gershwin
- Ira Gershwin